# Val Miller
La Val Miller è una valle alpina del gruppo dell'Adamello, sussidiaria della Val Malga, a sua volta tributaria laterale orientale della Val Camonica.
Inizia alla Malga Frino a 1695 m s.l.m., mentre la sua testata è posta al Passo dell'Adamello (3200 m), tra la cima principale del massiccio (3554 m) e il Corno Miller (3 373 m).
È percorsa interamente dal torrente Remulo di Sonico.
La Val Miller è separata dalla Val Malga da un salto roccioso di circa duecento metri; per superarlo, è stata realizzata una vera e propria scala scavata nella roccia, chiamata appunto scala del Miller.
Nella Val Miller è presente un invaso artificiale, il Lago Miller, che fa parte di un complesso sistema di bacini, dighe e condotte sotterranee che alimenta un impianto idroelettrico.
Accanto a questo bacino idrico sorge il rifugio Serafino Gnutti a 2166 m s.l.m., dove si incontrano il segnavia 1, il 23, che porta al Bivacco Ugolini e di seguito al monte Adamello, e il 31 che si dirige verso il Passo del Cristallo.